# Дехане, Жан-Люк
Жан-Люк Жозеф Мари Деха́не (нидерл. Jean-Luc Joseph Marie Dehaene слушать, 7 августа 1940, Монпелье — 15 мая 2014, Кемпер) — бельгийский государственный и политический деятель, премьер-министр Бельгии с 7 марта 1992 по 12 июля 1999 года.

## Биография
Родился 7 августа 1940 года в городе Монпелье во Франции после бегства его семьи из Бельгии из-за вторжения немецких войск. Учился в Университете де Намюр и Лёвенском католическом университете. Попал в политику через профсоюз — Союз христианских работников, тесно связанный с Христианской народной партией. Был заядлым футбольным болельщиком клуба «Брюгге».
Работал в профсоюзах.
- с 1967 по 1971 год — вице-президент молодёжной партии CVP-Jongeren,
- с 1972 по 1973 год — советник в министерстве общественных работ,
- с 1973 по 1974 год — советник в министерстве здравоохранения,
- с 1974 по 1977 год — руководитель аппарата в министерстве экономики,
- с 1977 по 1981 год — член государственного центра социального обеспечения (Centre public d’action sociale),
- с 1977 по 1978 год — руководитель аппарата в министерстве культуры голландских и фламандских дел)
- с 1979 по 1981 год — руководитель аппарата премьер-министра Бельгии,
- с 1982 по 1987 год — сенатор,
- с 1987 по 1995 год — депутат Палаты представителей,
- с 1987 по 1995 год — член фламандского Совета.

От партии Христианские демократы и фламандцы занял в 1981 году пост Министра по социальным делам и институциональной реформе, в 1988 году — вице-премьера и Министра коммуникаций и институциональной реформы.
В 1992 году, после выборов, отставки премьера Вильфрида Мартенса и неудачных попыток формирования правительства Ги Верхофстадтом и Мельхиором Вателетом, Дехане сформировал коалицию Христианских демократов и Социал-демократов и возглавил сильное правительство. Первый срок Дехане ознаменовался выводом бельгийских миротворцев из Руанды, что привело к эскалации насилия. В марте 1993 года, после кончины короля Бодуэна I правительство Дехане исполняло функции главы государства в течение 9 дней до инаугурации нового короля Альберта II. Дехане активно участвовал в жизни ЕС. В марте 1993 года изменил состав правительства. В 1995 году сформировал новое правительство, которое столкнулось с многочисленными проблемами и скандалами, что привело к поражению Дехане на выборах в 1999 года от партии Ги Верхофстадта, ставшего новым премьер-министром. С 1999 по 2001 год — сенатор, с 2004 года — член Европейского парламента.
С 12 июля 1999 года занимал почётную должность государственного министра.
С 2001 по 2007 год был мэром бельгийского города Вилворде. Кроме того, являлся вице-председателем совета управляющих Фондом короля Бодуэна и с 1999 по 2009 год был президентом административного совета Колледжа Европы.
В сентябре 2009 года был назначен УЕФА первым председателем сформированной Рабочей группы по финансовому контролю клубов. С июня 2012 года являлся ведущим членом Инстанции УЕФА по финансовому контролю клубов — двухпалатного органа, курирующего применение Правил УЕФА по лицензированию клубов и финансовому «фэйр-плей».
15 мая 2014 года Жан-Люк Дехане скончался во Франции в возрасте 73 лет во время отдыха. В коммюнике Европейской народной партии сказано, что «угас человек, являвшийся значительной политической фигурой конца XX века». Председатель Европарламента Мартин Шульц отметил его вклад в институционные реформы в ЕС: «это был человек, который стремился к достижению большей социальной справедливости в Европе и сотрудничеству между народами». Роль Деана в истории Бельгии и его личные заслуги отметил Ги Верхофстадт: «это был настоящий европеец, который хотел двигать Европу вперёд и который надеялся на исполнение Европой большей роли в решении своих проблем».